# Sally och friheten
Sally och friheten är en svensk dramafilm från 1981. Manuset skrevs av Margareta Garpe och filmen regisserades av Gunnel Lindblom i produktion av Ingmar Bergman och dennes bolag Cinematograph.

## Handling
Filmen handlar om Sally som beslutat sig för att göra abort och hur det påverkar hennes relation till sambon Jonas och deras dotter Mia. Det är en film om livsval och ansvar.

## Rollista
- Ewa Fröling	- Sally
- Hans Wigren - Simon
- Leif Ahrle - Jonas
- Gunn Wållgren	- Sallys mor
- Oscar Ljung - Sallys far
- Svea Holst - Sallys mormor
- Gunnel Lindblom - Nora
- Kim Anderzon - Inger
- Susanne Lundquist	- Mia, Sallys dotter
- Lise-Lotte Nilsson - Yvonne
- Mona Lundgren	- Anna
- Iwa Boman	- förskolefröken
- Margreth Weivers - mottagningssköterskan
- Ulf Schönborg	- läkaren
- Gerd Blomqvist - operationssköterskan
- Christian Berling	- Fredrik
- Peter Egge - Peter
- Peder Falk - Krister
- Sonja Hejdeman - väninnan
- Thomas Helander - den unge mannen
- Gülbin Basay - klient på socialbyrån
- Semih Basay - klient på socialbyrån
- Linda Krüger - den gråtande flickan
- Johanna Garpe	- Linda, Noras dotter
- Stefan Nilsson - Thomas, Noras son
- Anna von Rosen - sjukvårdsbiträde
- Marie-Louise Rosenqvist - sjukvårdsbiträde

## Utmärkelser
- Gunn Wållgren fick Guldbagge som bästa kvinnliga skådespelare.
- Ewa Fröling fick pris för sin insats i filmen vid filmfestivalen i Montreal.
- Filmen tilldelades International Inter-Church Film Center's pris för bästa film.